# Imagologie

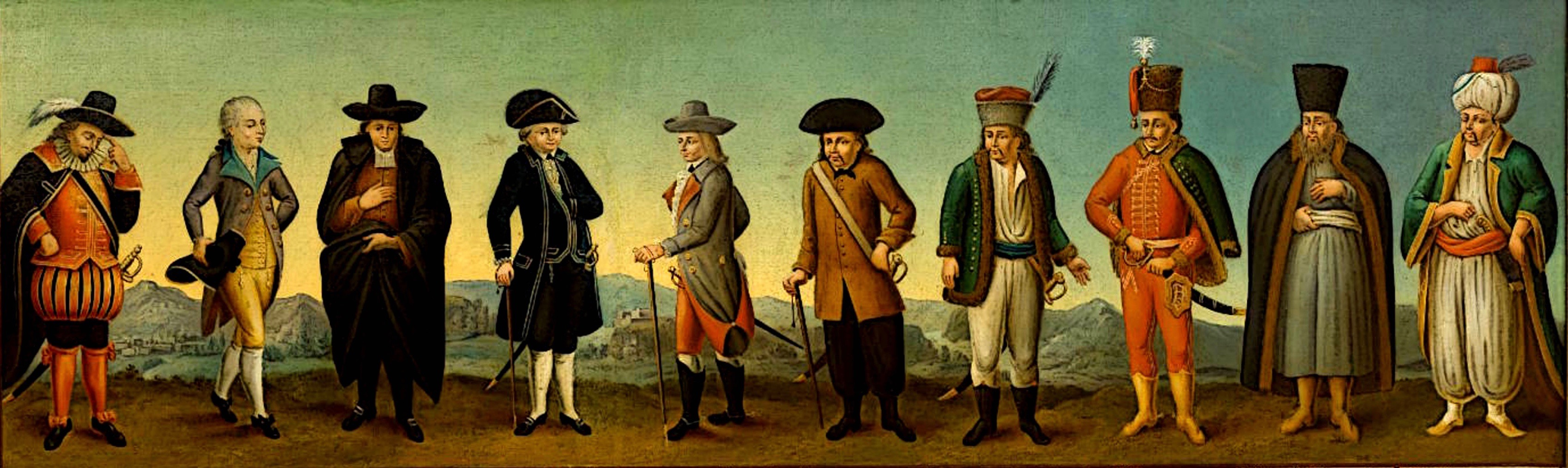
Illustration allemande du XVIIe siècle comparant les différentes nations d'Europe.

L'imagologie est une méthode de la littérature comparée qui étudie la relation entre l'écrivain et un ou plusieurs pays étrangers et la répercussion de ces derniers sur l'œuvre de l'écrivain. L'imagologie étudie ainsi les éléments que l'écrivain aura jugés pertinents quant à la réalité de l'étranger. Elle participe de même à la clarté et la compréhension d'écrivains qui ont été sensibles à l'égard de certaines cultures étrangères (Stendhal et l'Italie, l'Orient et le Romantisme, la germanophobie en France d'avant 1914, etc.)

## Objets d'étude
Prenant pour objet spécifique l'altérité, l'imagologie tend souvent à une histoire des idées. 
Elle est conduite à user de documents non littéraires, de la presse d'une époque ou encore de l'historiographie.

## Débats
Accusée de positivisme à certains moments, l'imagologie divise les rangs au milieu des années cinquante :
- Wellek et Etiemble l'écartent du champ littéraire considérant plutôt qu'elle appartient à la sociologie ;
- Jean-Marie Carré lui donne des extensions dans le champ de la politique et de la sociologie tout en l'attachant au champ littéraire.